# Escaldes-Engordany
Escaldes-Engordany je jedna ze sedmi farností v Andoře. V roce 2005 zde žilo 16 918 obyvatel. Katastrální území je 30 km². Farnost je v nadmořské výšce 1050 metrů. Hustota zalidnění je 535,93 obyv./km².